# ليو روسي (لاعب كرة الريشة)
ليو روسي (بالفرنسية: Leo Rossi) هو لاعب كرة الريشة فرنسي، ولد في 25 ديسمبر 1999.

## وصلات خارجية
- ليو روسي على موقع BWF.tournamentsoftware.com (الإنجليزية)
- ليو روسي على موقع BWFbadminton.com (الإنجليزية)